# Gustaaf Willem van Imhoff
Gustaaf Willem van Imhoff, in tedesco Gustav Wilhelm von Imhoff (Leer, 8 agosto 1705 – Batavia, 1º novembre 1750), è stato un politico olandese della dinastia tedesca degli Imhoff.
Fu amministratore coloniale nella Compagnia olandese delle Indie orientali e governatore di Ceylon dal 1736 al 1740 nonché governatore generale delle Indie orientali olandesi dal 1743 alla sua morte nel 1750.

## Biografia

### I primi anni
Gustaaf Willem nacque nella Frisia orientale da una famiglia della piccola aristocrazia tedesca, originaria di Norimberga e dedita da diverse generazioni alla mercatura ed ai prestiti in denaro. Egli era nato nel piccolo villaggio di Leer dove il ramo della sua casata si era trasferito, a pochi chilometri dal confine con i Paesi Bassi.
Nel 1725 Imhoff entrò al servizio della Compagnia delle Indie orientali olandesi a Batavia (moderna Giacarta), allora capitale coloniale delle Indie orientali olandesi. Imhoff ascese velocemente nei ranghi aziendali della compagnia sino a raggiungere la carica di governatore di Ceylon (attuale Sri Lanka) il 23 luglio 1736.

### A Ceylon
Il periodo in cui Imhoff fu governatore di Ceylon venne contraddistinto da ordine e disciplina, contrapposti al caos che aveva interessato la precedente amministrazione coloniale. Egli fissò relazioni costruttive con Vira Narendra Sinha, re di Kandy.
Re Narendra aveva sposato la principessa tamil di Madurai (Tamil Nadu, India), ed il loro figlio, Sri Vijaya Rajasinha che era succeduto a suo padre Narendra dopo la morte di questi il 24 maggio 1739, era visto più come un tamil che come un singalese (il principale gruppo etnico di Ceylon). Imhoff venne messo al corrente delle problematiche di questa successione al trono in quanto questi continui mutamenti erano visti come una possibile minaccia alla stabilità della colonia commerciale olandese in loco.
Nelle sue lettere, van Imhoff espresse tutto il suo stupore nel fatto che il popolo sinalese avesse finito per accettare un sovrano che era ben poco appartenente al proprio gruppo etnico. Ad ogni modo, van Imhoff cercò di cogliere l'opportunità per proporre ai direttori della Compagnia olandese delle Indie orientali per dividere in due il regno di Ceylon. La proposta venne rifiutata e bollata come troppo costosa.
Malgrado la profittevole produzione di spezie, la colonia si trovava spesso in uno stato di deficit finanziario dal momento che i suoi profitti erano destinati alla Compagnia olandese delle Indie britanniche e non alla stessa colonia. Questa pratica, nell'ottica della direzione della compagnia, avrebbe indotto i governatori ad essere molto più parchi nella loro amministrazione, ma dall'altro lato essi delle volte non disponevano nemmeno delle risorse necessarie per poter condurre adeguatamente il possedimento coloniale.

### La guerra travancore–olandese
Nel gennaio del 1739, Imhoff si portò verso il porto di Cochin nella costa sudoccidentale dell'India con l'intento di stendere un rapporto sullo stato del Malabar olandese per conto del governatorato della Compagnia olandese delle Indie orientali di sede a Batavia. Egli trovò che le mire espansionistiche del maharaja Marthanda Varma di Travancore rischiavano di minacciare gli interessi della compagnia olandese nella regione e per questo decise di usare la forza per assicurarsi che il Malabar commerciasse con gli olandesi. Imhoff chiese a Marthanda Varma di restaurare l'annesso regno di Kayamkulam alla principessa regnante, minacciando di invadere Travancore se il maharaja si fosse rifiutato. Marthanda Varma disse di non temere gli olandesi e di essere disposto a batterli sul campo.
La situazione della costa del Malabar innescò così la Guerra travancore-olandese, un conflitto autorizzato dal governo olandese in Batavia. Nella successiva battaglia di Colachel del 1741, gli olandesi vennero battuti, fatto che innescò una serie di eventi che portarono alla firma del trattato di Mavelikkara nel 1753, nel quale le parti si accordarono per una pacificazione nell'interesse comune.

### Batavia

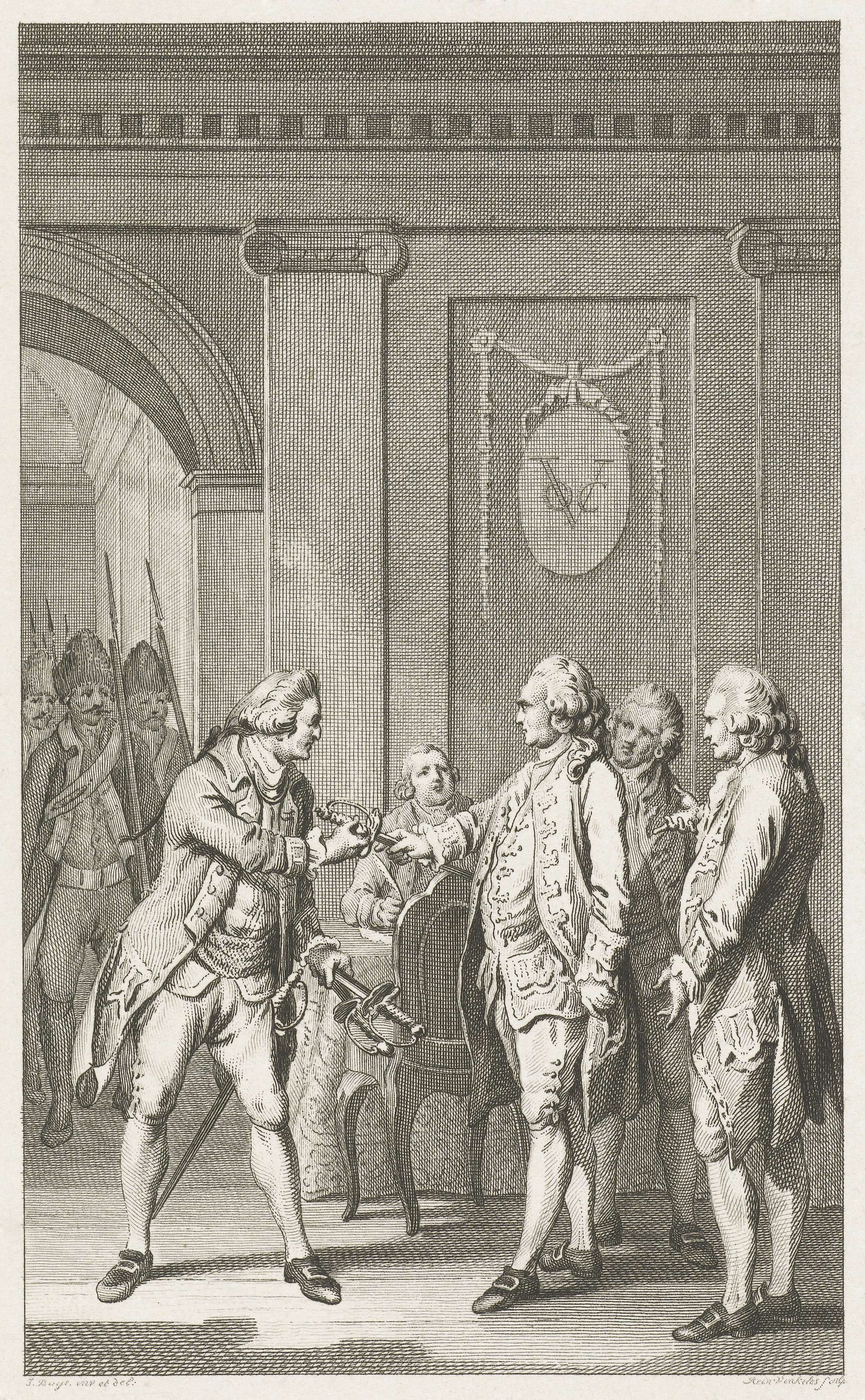
L'arresto di van Imhoff

Il 12 marzo 1740, Willem Maurits Bruyninck rimpiazzò van Imhoff come governatore di Ceylon ed Imhoff tornò a Batavia dove trovò una situazione disastrosa. L'ex governatore generale Adriaan Valckenier credeva infatti che la popolazione cinese nell'area attorno a Batavia fosse aumentata eccessivamente. Il suo piano per ricollocare la popolazione disoccupata di Ceylon nella Colonia del Capo in Sudafrica si dimostrò fallimentare, ma fece sì che in molti credessero che questa fosse una strategia degli olandesi per liberarsi dei cinesi che, secondo le voci, venivano buttati in mare durante il tragitto e lasciati affogare. Questo portò ad una insurrezione a Batavia nella quale finirono uccisi 50 soldati olandesi. Valckenier aveva quindi risposto con un contrattacco il 9 ottobre 1740 con l'intento di normalizzare la situazione. L'azione gli scappò ben presto di mano e, malgrado l'amnistia proclamata l'11 ottobre, si giunse al massacro di Batavia del 1740 che perdurò per diversi giorni e che uccise tra i 5000 ed i 10.000 abitanti cinesi dell'area.
Van Imhoff diede voce all'opposizione a questa politica brutale, fatto che gli costò l'arresto e la deportazione nella Repubblica olandese. Ad ogni modo, al suo arrivo in patria, i direttori della Compagnia olandese delle Indie orientali decisero invece di promuoverlo a governatore generale delle Indie orientali olandesi e lo rinviarono a Batavia.
Lungo il viaggio di ritorno a Batavia, van Imhoff visitò la colonia olandese di Città del Capo, nella Colonia del Capo, dove scoprì che i coloni olandesi si stavano portando sempre più nell'entroterra, perdendo i contatti con la compagnia olandese delle Indie orientali. Van Imhoff propose in loco di migliorare l'educazione dei figli dei coloni attraverso l'invio di ulteriori pastori protestanti nell'area.
Nel maggio del 1743, van Imhoff tornò a Batavia, che si trovava ora nel bel mezzo di una guerra. I principi giavanesi avevano approfittato della situazione caotica creata da Valckenier ed avevano mosso guerra agli olandesi. Van Imhoff riuscì a ristabilire la pace ed iniziò nel contempo alcune riforme. Fondò una scuola, aprì il primo ufficio postale, costruì un ospedale e lanciò un giornale locale. Egli fondò inoltre la città di Buitenzorg e vietò il commercio dell'oppio. Nel 1746, Imhoff si imbarcò in un tour di Giava per ispezionare i possedimenti della compagnia e prescrisse anche in quel caso delle riforme istituzionali.
Il periodo di governatorato di van Imhoff venne anche marcata da una catastrofe. Una nave, la Hofwegen, esplose nel porto di Batavia con sei tonnellate d'argento, per un valore di circa 600.000 fiorini olandesi. Il fatto venne visto come un attentato che probabilmente fu tra le basi dello scoppio della successiva terza guerra di successione giavanese.
Van Imhoff, stanco delle continue aggressioni dei suoi nemici alla sua politica, era intenzionato a dimettersi, ma la Compagnia olandese delle Indie orientali non glielo permise, giudicandolo la persona adatta al momento adatto. Van Imhoff venne costretto a rimanere in carica sino alla sua morte nel 1750, pur permanendo della convinzione che il suo lavoro fosse stato fatto invano.
Durante la sua permanenza a Batavia, van Imhoff risiedette nella storica residenza del governatore, l'attuale Toko Merah.